# テレニン晃子
テレニン晃子(てれにん あきこ、1972年2月6日 – 2008年2月25日)は、日本の主婦、闘病記著者。

## 来歴
佐賀県唐津市出身。福岡県の西南学院大学へ通い、就職後の2002年4月1日にロシア人の夫と結婚し福岡県小郡市にて暮らしていた。2005年の秋に妊娠中に脊髄悪性腫瘍が発覚、手術を受け2006年2月6日には帝王切開で女児を出産した。
2007年10月1日自身の闘病記と娘へのメッセージを綴った『ゆりちかへ ママからの伝言』を出版。2008年2月25日、硬膜内髄外腫瘍にて福岡県久留米市で死去。36歳没。
日本テレビの24時間テレビやNEWS ZERO、THE・サンデー、フジテレビのザ・ベストハウス123などで放送され、多くの反響を得た。
2013年1月26日にはメ〜テレ開局50周年記念ドラマとして放送された。（出演：常盤貴子、田辺誠一他。）

## 著書
- ゆりちかへ ママからの伝言（書肆侃侃房、2007年10月1日、ISBN 978-4902108620）